# Bathymedon acutifrons
Bathymedon acutifrons är en kräftdjursart. Bathymedon acutifrons ingår i släktet Bathymedon och familjen Oedicerotidae. Inga underarter finns listade i Catalogue of Life.